# 成田智志
成田 智志（なりた さとし、1963年（昭和38年）12月18日 - ）は、北海道江別市在住の日本の作家。

## 略歴
北海道千歳市で生まれる。5歳からは江別市で育ち、北海道江別高等学校を卒業後、北海学園大学法学部法律学科へ進学。卒業後は、札幌学院大学人文学部英語英米文学科3年次へ編入学し、英語学や英文学を専攻。
2001年（平成13年）4月、北海道教育大学札幌・岩見沢校の大学院に入学。学校教育全般を研究フィールドとし、総合的学習と学力論の研究により、2003年（平成15年）3月に修士課程を修了。公立学校教員（『みんなの憲法二四条』執筆者紹介の肩書きによる）の傍ら執筆活動を行っている。
執筆活動は、北海学園大学在籍時の学内論文コンテスト優秀賞から始まる。刑事事件における実名報道の問題や死刑に関わる議論をテーマとした論文により2年続けて表彰された。
また、地域の文芸誌などへの寄稿も行い、なかでも2001年3月には、「ワークショップ IN 函館」において、「こんな町に住みたいな エッセイコンテスト」で大賞を受けている。
2005年（平成17年）5月には、『みんなの憲法二四条』（福島みずほ編著、明石書店、ISBN 978-4750321103）の一部を分担執筆。
2009年（平成21年）11月に出版された『監獄ベースボール 知られざる北の野球史』によって第1回サムライジャパン野球文学賞特別賞を受賞した。

## 監獄ベースボール 知られざる北の野球史
『監獄ベースボール 知られざる北の野球史』（かんごくベースボール しられざるきたのやきゅうし、ISBN 978-4-900541-83-2）は、成田による初の長編小説である。札幌の出版社、亜璃西社から出版された。
2010年3月10日に発表された「第1回サムライジャパン野球文学賞」において特別賞を受賞。
明治中期に北海道の監獄内で囚人たちがベースボールを楽しんでいたという驚愕の意外史と、囚人の慰安教化の手段としてベースボールを採用した内務省官吏大井上輝前（おおいのうえ てるちか）の波乱に富んだ生きざまを描いた。